# Daniel Waters (romancier)
Daniel Waters (n. 14 martie 1969) este un autor american de literatură pentru tineret. Trăiește în Connecticut împreună cu soția și copiii săi.

## Lucrări publicate
- Generation Dead (Hyperion, 2008)[3]
  - Tradusă în spaniolă ca Generación dead
- Generation Dead: Kiss of Life (Hyperion, 2009) 
  - Tradusă în spaniolă ca Beso de vida
- Generation Dead: Passing Strange (Hyperion, 2010)
  - Tradusă în spaniolă ca Extran̋as apariencias
- Generation Dead: Stitches (Hyperion, 2011)
- Break My Heart 1,000 Times (Hyperion, 2012).  Filmul I Still See You  (Blestemul celor rămași, 2018) este bazat pe acest roman.

## Legături externe
- Daniel Waters